# 湊惣左衛門
湊 惣左衛門（みなと そうざえもん、天文21年（1552年）?  - 寛永5年（1628年）?）は、大坂の陣のころの紀州一揆の首謀者。日高郡の土豪。元雑賀衆とされる。

## 人物
紀伊国日高郡上野村（現在の御坊市名田町）の出で、かつて日高の湯河氏の家老であったとも、雑賀庄湊の城主であったともいう。「湊の鈴木惣左衛門」と、鈴木氏であったとする史料もある。

## 紀州一揆
慶長6年（1601年）、浅野幸長に150石の捨て扶持が与えられるが、豊臣方の大野治長や新宮行朝らの働きかけに応え旧雑賀衆・旧根来衆とともに一揆を結成する。道明寺・国分の豊臣方を攻撃する浅野軍を排除する構えであったとみられる。
豊臣方からは、紀州一国を与えるとの約定があったともいい、惣左衛門は、日高郡において一揆勢を集めた。その結果、湯河家に所縁のあった同郡高家村の西村孫四郎、志賀村の寺井孫右衛門、中村三郎兵衛が将として加わっている。しかし、遺恨のある川瀬六郎左衛門は応じなかった。
4月27日、惣左衛門は名草郡の山口喜内らとともに和歌山城を敢然と攻めた。
4月29日早朝に浅野長晟は、寺西清左衛門、原勘兵衛ら兵約数千をもって数に劣る一揆勢を攻撃し、一揆勢は撤退した。なお、これとは別に、一揆勢が和歌山城を攻めたものの、城方の謀略に陥って敗れたという説もある。
浅野軍の謀略によって一揆勢の主要な者が討たれ、または捕えられる中、惣左衛門は逃亡に成功し余生を同じく豊臣方の堀内氏の領地だった新宮で暮らしたという。

## 関連文献
- 山鹿素行『新編武家事紀』（新人物往来社,1969年）
- 御坊市史編纂委員会編『御坊市史 第1巻 通史編1』（御坊市,1979）
- 吉田幸一編『護國諸家高名記 下』（古典文庫,1997）